# Lake Como
Lake Como è un comune degli Stati Uniti d'America, nella contea di Monmouth, nello Stato del New Jersey. 
Originariamente parte di Wall Township, con un referendum svoltosi il 6 maggio 1924, si separò e divenne un comune indipendente con il nome di South Belmar. Il 2 novembre 2004 gli elettori nel distretto approvarono il cambio del nome della località da South Belmar in Lake Como, divenuto ufficiale il del 4 gennaio 2005.